# Our Endless Numbered Days
| Совокупная оценка    | Совокупная оценка |
| Источник             | Оценка            |
| -------------------- | ----------------- |
| Metacritic           | 84/100            |
| Оценки критиков      |                   |
| Источник             | Оценка            |
| AllMusic             | [ 2 ]             |
| Alternative Press    | 4/5               |
| Blender              | [ 4 ]             |
| Entertainment Weekly | C+                |
| Mojo                 | [ 6 ]             |
| NME                  | 8/10              |
| Pitchfork            | 8.6/10            |
| Q                    | [ 9 ]             |
| Spin                 | A                 |
| Uncut                | [ 11 ]            |

Our Endless Numbered Days (с англ. — «Наши бесконечные последние дни») — второй студийный альбом американского фолк-музыканта Iron & Wine (он же Сэм Бим). Выпущенный 23 марта 2004 года на лейбле Sub Pop, он стал первой работой Сэма Бима под псевдонимом Iron & Wine, не связанной с сольным творчеством. Лимитированные тиражи виниловой пластинки поставлялись с бонусным 7-дюймовым виниловым синглом. Ограниченное издание на компакт-диске сопровождалось бонусным CD-синглом. 29 января 2019 года Sub Pop объявили, что 22 марта 2019 года будет выпущено делюкс-издание альбома в честь его 15-летия, в которое войдут ранее не издававшиеся демо-записи восьми треков с оригинального альбома.
Название альбома взято из текста песни «Passing Afternoon»: «Есть вещи, которые уходят, как наши бесконечные, пронумерованные (последние) дни» (…our endless, numbered days).

## История
Альбом ознаменовал изменения в звучании Iron & Wine, поскольку стал его первой работой в профессиональной студии. Единственный предыдущий альбом Бима, The Creek Drank the Cradle, был полностью записан на четырёхдорожечном магнитофоне у него дома.
В AllMusic также отметили, что в Our Endless Numbered Days, продолжении потрясающе хорошего диска 2002 года Creek Drank the Cradle, звучание Iron & Wine изменилось, но песни остались прежними. В результате студийной записи пластинка получилась гораздо чище, менее коконной и, безусловно, больше похожей на продукт того, кто стал профессиональным музыкантом, а не того, кто просто записывает для удовольствия на четырёхдорожечном магнитофоне. Однако все, чем пожертвовал Бим, — это качество звука. Звучание пластинки по-прежнему очень интимное и простое, с очень тонкими аранжировками, которые оставляют его голос и тексты в центре внимания. «Naked as We Came» с искрящейся мелодией и прекрасными фоновыми гармониями его сестры Сары; ноющая фолк-баллада «Radio War», которой не было бы места в Prairie Home Companion, только она была бы лучшей вещью, которую вы когда-либо там слышали; грустная и милая «Each Coming Night»; кристально чистая акустическая гитарная баллада «Fever Dream», в которой есть такая вокальная гармония между Бимом и его сестрой, которая, кажется, является исключительной прерогативой братьев и сестёр; и софт-роковая CSNY «Sodom, South Georgia» — все это не уступает дебютной работе Iron & Wine и вполне может сравниться с тем, что Palace, Smog и им подобные делали в последнее время. Несомненным плюсом записи в студии и привлечения сторонних музыкантов является то, что альбом получился гораздо более разнообразным, и в нём появилось множество мелких продюсерских штрихов, которые оживляют альбом, например, напевы коренных американцев в конце «Cinder and Smoke», педальная слайд-гитара в «Sunset Soon Forgotten», барабаны и тамбурин в блюзовой «Free Until They Cut Me Down».

## Отзывы
Our Endless Numbered Days получил положительные отзывы от современных музыкальных критиков. Альбом получил на Metacritic оценку 84 балла на основе 21 рецензий, что свидетельствует о «всеобщем признании».
Тим Сендра из AllMusic назвал его «потрясающим» и добавил «Our Endless Numbered Days — очень сдержанный, вдумчивый, мелодичный и очень красивый альбом, и новое звучание — это скорее прогрессия, чем резкое изменение ценностей, производства или чего-то еще. Любой, кто нашёл первый альбом прекрасным, без сомнения, почувствует то же самое и в отношении этого».

## Список композиций
Слова и музыка всех песен — Sam Beam.
| №                   | Название                      | Длительность |
| ------------------- | ----------------------------- | ------------ |
| 1.                  | «On Your Wings»               | 3:53         |
| 2.                  | «Naked as We Came»            | 2:33         |
| 3.                  | «Cinder and Smoke»            | 5:44         |
| 4.                  | «Sunset Soon Forgotten»       | 3:20         |
| 5.                  | «Teeth in the Grass»          | 2:22         |
| 6.                  | «Love and Some Verses»        | 3:40         |
| 7.                  | «Radio War»                   | 1:56         |
| 8.                  | «Each Coming Night»           | 3:28         |
| 9.                  | «Free Until They Cut Me Down» | 4:35         |
| 10.                 | «Fever Dream»                 | 4:16         |
| 11.                 | «Sodom, South Georgia»        | 4:59         |
| 12.                 | «Passing Afternoon»           | 4:01         |
| Общая длительность: | Общая длительность:           | 44:47        |

| №                   | Название                | Длительность |
| ------------------- | ----------------------- | ------------ |
| 13.                 | «Belated Promise Ring»  | 3:45         |
| 14.                 | «Homeward, These Shoes» | 1:34         |
| Общая длительность: | Общая длительность:     | 50:06        |

| №                   | Название            | Длительность |
| ------------------- | ------------------- | ------------ |
| 1.                  | «No Moon»           | 4:15         |
| 2.                  | «Sinning Hands»     | 5:31         |
| Общая длительность: | Общая длительность: | 9:46         |

| №                   | Название                             | Длительность |
| ------------------- | ------------------------------------ | ------------ |
| 1.                  | «Cinder and Smoke» (demo)            | 4:21         |
| 2.                  | «Swans and the Swimming»             | 3:24         |
| 3.                  | «Free Until They Cut Me Down» (demo) | 3:25         |
| 4.                  | «Hickory»                            | 4:35         |
| Общая длительность: | Общая длительность:                  | 15:45        |

| №  | Название                             | Длительность |
| -- | ------------------------------------ | ------------ |
| 1. | «Naked as We Came» (demo)            |              |
| 2. | «Cinder and Smoke» (demo)            |              |
| 3. | «Teeth in the Grass» (demo)          |              |
| 4. | «Love and Some Verses» (demo)        |              |
| 5. | «Free Until They Cut Me Down» (demo) |              |
| 6. | «Fever Dream» (demo)                 |              |
| 7. | «Sodom, South Georgia» (demo)        |              |
| 8. | «Passing Afternoon» (demo)           |              |

## Сертификации
| Регион                                                                      | Сертификация | Продажи |
| --------------------------------------------------------------------------- | ------------ | ------- |
| США (RIAA)                                                                  | Золотой      | 500 000 |
| Данные о продажах + прослушиваниях приведены только на основе сертификации. |              |         |